# مركز الملك سلمان بن عبد العزيز للترميم والمحافظة على المواد التاريخية
مركز سلمان بن عبد العزيز آل سعود للترميم والمحافظة على المواد التاريخية تأسس بتاريخ 1425هـ في مدينة الرياض بالمملكة العربية السعودية ضمن مراكز دارة الملك عبد العزيز ، ويعد أول مركز متخصص على مستوى السعودية في مجال حفظ المواد التاريخية ، حيث يتميز بكامل جاهزيته بالخبراء والفنيين الوطنيين المتخصصين في مجال الوثائق والمخطوطات بما في ذلك كشف التزوير فيها، وبالأجهزة والتقنيات الأحدث، لأدء خدمات التعقيم والترميم والتجليد للمصادر التاريخية (وثائق، مخطوطات، أفلام ، صور فوتوغرافية) وخدمات حفظها مايكروفيلماَ. 

## أقسامه
توجد ثلاثة أقسام بالمركز وهي :
1. معمل الترميم .
2. قسم المصغرات الفيلمية .
3. قسم التجليد.

## خدمات المركز
1. تعقيم الكتب والوثائق والمخطوطات ومصادر التاريخ النادرة .
2. إرسال سيارةالتعقيم للمواد التاريخية التي يصعب نقلها إلى المركز لإجراء التعقيم في الموقع.
3. ترميم الوثائق والمخطوطات والمواد التاريخية بأحدث الطرق.
4. المعالجات الكيمائية للمواد التاريخية التالفة.
5. تدريب الكوادر البشرية على أعمال الترميم والمعالجة والتعقيم والتجليد للجهات الحكومية والخاصة.
6. التصوير الرقمي والميكروفيلمي للوثائق والمخطوطات والمواد التاريخية.
7. تقديم الاستشارات الفنية في مجالات الترميم والمحافظة على المواد التاريخية.

## مشروعات المركز
```
يقوم المركز بخدمة إطالة عمر المصادر التاريخية للتاريخ 
الوطني
 السعودي والتاريخ العربي 
والإسلامي من المآثر الفكرية المكتوبة، ومن 
مشروعات
 المركز المنفذة : 
```

1. المحافظة على سجلات المحاضر والقرارات القديمة بمجلس الشورى.
2. المحافظة على وثائق وزارة المعارف .
3. المحافظة على الأعداد القديمة لصحيفة أم القرى (الصحيفة الرسمية للمملكة العربية السعودية)
4. تعقيما، وترميماً، ورقمنة، وتجليداً لصالح وزارة الثقافة والإعلام.
5. ترميم سجلات المحكمة العامة لمكة المكرمة وتجليدها ورقمنتها.
6. تعقيم المصاحف المحفوظة في مكتبة عبد العزيز آل سعود بالمدينة المنورة.

## خدمات الأفراد
يقوم المركز بتقديم خدمات التعقيم والترميم والتجليد والرقمنة للمصادر التاريخية المختلفة التي يمتلكها الأفراد .

## إصدارات المركز
1. المحافظة على المواد التاريخية ـ دليل إرشادي.
2. مدخل في كشف التزييف والتزوير ـ د. عبد الله بن فهد السويدان.